# Sainte-Radegonde, Gironde
Sainte-Radegonde är en kommun i departementet Gironde i regionen Nouvelle-Aquitaine i sydvästra Frankrike. Kommunen ligger i kantonen Pujols som tillhör arrondissementet Libourne. År 2022 hade Sainte-Radegonde 427 invånare.

## Befolkningsutveckling
Antalet invånare i kommunen Sainte-Radegonde
Referens:INSEE